# سگ‌ماهی باله‌بلند
سگ‌ماهی باله‌بلند (نام علمی: Centroscyllium excelsum) نام یک گونه از راسته خاردارکوسه‌سانان است.